# 林世宗
林世宗（1959年6月13日—），中華民國政治人物，民主進步黨籍，現為台北市議員，選區為士林區、北投區。除議員身分外，並擔任台北海洋科技大學董事長。出生於台灣台北市，美國華盛頓州西堤大學企管碩士、淡江大學中國大陸研究所法學碩士畢業。曾任虎尾科技大學文教基金會董事、民進黨中央評議委員。

## 選舉紀錄
| 年度 | 選舉屆數               | 選舉區           | 所屬政黨   | 得票數 | 得票率 | 當選標記 | 備註  |
| ---- | ---------------------- | ---------------- | ---------- | ------ | ------ | -------- | ----- |
| 2010 | 第十一屆臺北市議員選舉 | 臺北市第一選舉區 | 民主進步黨 | 13,345 | 4.48%  |          | [ 8 ] |
| 2014 | 第十二屆臺北市議員選舉 | 臺北市第一選舉區 | 民主進步黨 | 12,334 | 4.03%  | [ 9 ]    |       |
| 2018 | 第十三屆臺北市議員選舉 | 臺北市第一選舉區 | 民主進步黨 | 13,787 | 4.92%  | [ 10 ]   |       |
| 2022 | 第十四屆臺北市議員選舉 | 臺北市第一選舉區 | 民主進步黨 | 13,971 | 5.08%  | [ 11 ]   |       |

## 外部連結
- 林世宗的Facebook專頁
- YouTube上的林世宗頻道